# Algebraiczne równanie Riccatiego
Algebraiczne równanie Riccatiego – jedno z następujących równań macierzowych:
- algebraiczne równanie Riccatiego czasu ciągłego:

{\displaystyle A^{T}X+XA-XBR^{-1}B^{T}X+Q=0}
- algebraiczne równanie Riccatiego czasu dyskretnego:

{\displaystyle X=A^{T}XA-(A^{T}XB)(R+B^{T}XB)^{-1}(B^{T}XA)+Q}
gdzie {\displaystyle X} jest nieznaną macierzą symetryczną {\displaystyle n\times n,} a {\displaystyle A,B,Q,R} są znanymi rzeczywistymi macierzami współczynników.
Nazwę równanie Riccatiego nadano algebraicznemu równaniu Riccatiego czasu ciągłego przez analogię do równanie różniczkowego Riccatiego. Zmienna nieznana pojawia się liniowo i w wyrażeniu kwadratowym (nie występują tu wyrażenia wyższych rzędów). Algebraiczne równanie Riccatiego czasu dyskretnego pojawia się w miejscu algebraicznego równania Riccatiego czasu ciągłego przy badaniu układów dyskretnych i nie jest w oczywisty sposób związane z równaniem różniczkowym Riccatiego, które badał Jacopo Riccati.
Algebraiczne równanie Riccatiego określa rozwiązanie dla dwóch najbardziej fundamentalnych problemów teorii sterowania:
- stacjonarnego regulatora liniowo-kwadratowego (LQR) z nieskończonym horyzontem,
- stacjonarnego regulatora liniowo-kwadratowego-Gaussa (LQG) z nieskończonym horyzontem.

Rozwiązanie algebraicznego równania Riccatiego otrzymać można poprzez rozkład macierzy na czynniki albo przez iterację równania Riccatiego.

## Algorytm rozwiązywania równania Riccatiego
Przy założeniu stabilizowalności pary {\displaystyle (A;B)} oraz wykrywalności pary {\displaystyle (Q;A)} algebraiczne równanie Riccatiego ma dokładnie jedno rozwiązanie w klasie macierzy symetrycznych półokreślonych dodatnio. Stosując do rozwiązania algebraicznego równania Riccatiego iteracyjną metodę Newtona, otrzymuje się następujący algorytm wyznaczania macierzy {\displaystyle X.}
Macierz {\displaystyle X} jest granicą ciągu {\displaystyle \lim _{n\to \infty }~V_{n},} przy czym:
{\displaystyle 0\leqslant X\leqslant V_{n+1}\leqslant V_{n}\leqslant V_{0},}
gdzie {\displaystyle V_{k}} jest jedynym rozwiązaniem równania Lapunowa o postaci:
{\displaystyle {A_{n}}^{T}V_{n}+V_{n}A_{n}+Q+L_{n}RL_{n}=0,}
gdzie:
{\displaystyle n=1,2,3,4,...,}
{\displaystyle L_{n}=-R^{-1}B^{T}V_{n-1},}
{\displaystyle A_{k}=A+BL_{n}}
{\displaystyle L_{0}} jest tak wybrane, by części rzeczywiste wartości własnych macierzy {\displaystyle A_{n}=A+BL_{0}} były ujemne. Zbieżność {\displaystyle V_{k}} do {\displaystyle X} jest kwadratowa, czyli istnieje stała {\displaystyle c>0,} taka że:
{\displaystyle ||V_{n+1}-X||\leqslant c||V_{n}-X||^{2},\ n=0,1,2,3,....}
Macierz {\displaystyle L_{0}} może być wyznaczona za pomocą odpowiednich twierdzeń.
Powyższy algorytm podał Kleinman w 1968 roku. A sposób wyznaczania macierzy {\displaystyle L_{0}} zaproponował Sandell w 1974 roku.